# Campeonato Carioca de Basquete Masculino de 2019
O Campeonato Carioca de Basquete de 2019 foi uma competição brasileira de basquete organizada pela Federação de Basquetebol do Estado do Rio de Janeiro (FBERJ). 
Para este ano, além de Botafogo e Flamengo, o campeonato teve novamente a participação da equipe do Niterói Basquete Clube que atuou em parceria com a Associação de Basquetebol da Ilha do Governador (ABIG), formando a ABIG/Niterói.

## Fase de Classificação

### Classificação
| Pos | Times    | Pts | J | V | D | PF  | PS  | SP   | CD  | DSA |
| --- | -------- | --- | - | - | - | --- | --- | ---- | --- | --- |
| 1   | Flamengo | 7   | 4 | 3 | 1 | 359 | 293 | +66  | 1-1 | +10 |
| 2   | Botafogo | 7   | 4 | 3 | 1 | 354 | 289 | +65  | 1-1 | -10 |
| 3   | Niterói  | 4   | 4 | 0 | 4 | 220 | 351 | -131 | -   | -   |

### Resultados
Primeiro Turno
| 31 de agosto 18:30 |  | Niterói | 54–93 | Flamengo |  | Ginásio do Instituto Abel, Niterói |  |

| 1º de setembro 15:00 |  | Niterói | 54–88 | Botafogo |  | Ginásio do Instituto Abel, Niterói |  |

| 4 de setembro 20:00 | Relatório | Botafogo | 100–98 | Flamengo |  | Ginásio Oscar Zelaya, Rio de Janeiro |  |

Segundo Turno
| 8 de setembro 11:00 | Relatório | Botafogo | 90–49 | Niterói |  | Ginásio Oscar Zelaya, Rio de Janeiro |  |

| 11 de setembro 20:00 |  | Flamengo | 80–63 | Niterói |  | Ginásio Hélio Maurício, Rio de Janeiro |  |

| 13 de setembro 20:00 |  | Flamengo | 88–76 | Botafogo |  | Ginásio do Tijuca Tênis Clube, Rio de Janeiro |  |

## Final
| Time 1   | Séries | Time 2   | 1º Jogo | 2º Jogo | 3º Jogo |
| -------- | ------ | -------- | ------- | ------- | ------- |
| Flamengo | 2–1    | Botafogo | 88–59   | 79–80   | 83–74   |

## Premiação
| Campeonato Carioca de Basquete de 2019 |
| -------------------------------------- |
| Flamengo Campeão (45° título Carioca)  |